# Miasto Zvornik
Miasto Zvornik (serb. Град Зворник / Grad Zvornik) – jednostka administracyjna w Bośni i Hercegowinie, w Republice Serbskiej. W 2013 roku liczyła 54 407 mieszkańców.